# 一起 (法國政黨)
一起！争取左翼、生态和团结替代运动（法語：Ensemble ! Mouvement pour une alternative de gauche, écologiste et solidaire），简称一起！（法語：Ensemble !），是法国的一个左翼政党，由争取社会和生态替代联盟、替代、融合与替代、反资本主义左翼和统一分子五个党派合并而成。该党成立于2013年11月23日—24日。该党的意识形态是反资本主义、共产主义、新共产主义、生态社会主义、工人自治、另类全球化、托洛茨基主义。该党有2500名成员。该党曾是左翼阵线和生态和社会人民新联盟的成员，现在是新人民阵线的成员。该党内部存在支持第四国际的派别。2023年该党分裂后，该党的所有民意代表都转投生态社会主义左翼。